# Wapen van Mont-de-l'Enclus

Wapen van Mont-de-l’Enclus

Het wapen van Mont-de-l'Enclus is het gemeentelijke wapen van de Belgische gemeente Mont-de-l'Enclus. De Henegouwse gemeente heeft het wapen nooit officieel aangevraagd, waardoor het dus nooit officieel is toegekend.

## Geschiedenis
De fusiegemeente Mont-de-l'Enclus ontstond in 1977 na een fusie tussen de gemeenten Amougies, Anserœul, Orroir en Russeignies. Van de gefuseerde gemeenten voerde geen enkele gemeente een eigen wapen. Mont-de-l'Enclus nam in 1983 eerst de vlag, met hetzelfde ontwerp, aan en heeft het wapen nooit officieel aangevraagd. Het ontwerp zou symbool staan voor de bergen en valleien in de gemeente.

## Blazoenering
De beschrijving van het wapen luidt als volgt:
De sinople à une frette d'argent.
Van sinopel beladen met een tralie van zilver.
De heraldische kleuren zijn sinopel (groen) en zilver (wit). Het wapen heeft geen externe ornamenten zoals een kroon of schildhouders. In de heraldiek is een tralie een vorm van latwerk.